# Raphaël Ponson
Luc Raphaël Ponson (Solliès-Pont, 12 maggio 1835 – Marsiglia, 31 gennaio 1904) è stato un artista francese.

## Biografia
Rinomato per i suoi paesaggi della costa provenzale, Raphaël Ponson è figlio di un decoratore di teatro che gli insegna i rudimenti della pittura. In seguito, segue i corsi di Emile Loubon alla Scuola di Disegno di Marsiglia, che gli insegna a dipingere dei paesaggi nel rispetto del tono locale. Si reca prima a Parigi nel 1855 e 1856, e completa la sua formazione compiendo il Grand Tour in Italia. Da allora, si stabilisce definitivamente a Marsiglia. Espone al Salone di Marsiglia nel 1852 e al Salone di Parigi nel 1861 con le opere La Châtaigneraie aux environs de Chevreuse e Le Château d'If dans la rade de Marseille.
Nel 1863, Raphaël Ponson viene chiamato per decorare gli appartamenti privati della nuova prefettura di Marsiglia. Henri-Jacques Espérandieu gli commissiona la decorazione delle sale del primo piano del Palazzo Longchamp, sede del Museo di Storia Naturale di Marsiglia, poiché "il talento flessibile e brillante converrebbe perfettamente all'esecuzione di un tale lavoro", secondo il parere dell'architetto nella lettera di presentazione al Consiglio Municipale. Pertanto, nel 1867 decora le tre sale del primo piano dipingendo i siti naturali più straordinari: le cascate del Niagara, un mare di ghiaccio, la foresta vergine amazzonica e le grotte basaltiche di Fingal in una delle isole Ebridi. La sala più rinomata è quella di Provenza, dove Ponson rappresenta un paesaggio differente per ognuna delle regioni della Provenza: querce da sughero, castagni e corbezzoli per il Var, olivi e allori rosa per le Bocche del Rodano, gelsi, mandorli e meloni per la Valchiusa. Più tardi, decora il Café Rigaud e la pasticceria Plauchut nella parte alta della Canebière, a Marsiglia.
Grazie a una produzione vastissima, si specializza nella rappresentazione di spiagge, lungomari e calanques, e viene considerato come l'inventore di quest'ultime. Per distinguersi dal fratello cadetto, Étienne Aimé Ponson, pittore di nature morte, antepone il proprio nome al suo patronimico. Presente in numerose esposizioni regionali, ottiene diversi riconoscimenti e viene insignito della Legion d'onore nel 1896.
Raphaël Ponson muore il 31 gennaio 1904 e viene sepolto a Marsiglia, nella tomba di famiglia presso il cimitero Saint-Pierre dove già riposava suo figlio Édouard (morto nel 1885), il cui ritratto su medaglione è stato scolpito da Henri-Édouard Lombard.
Alcune vie a Marsiglia e Cassis portano il suo nome.